# The Dusty Foot Philosopher
The Dusty Foot Philosopher è il secondo album in studio del rapper somalo-canadese K'naan, nonché il suo primo album ufficiale, pubblicato il 7 giugno del 2005.

## Tracce
1. Wash It Down – 2:16
2. Soobax – 3:42
3. What's Hardcore? – 3:36
4. My Old Home – 3:06
5. Moment (Interlude) – 0:10
6. I Was Stabbed By Satan – 3:52
7. My God (Interlude) – 0:22
8. Smile – 4:03
9. If Rap Gets Jealous – 4:18
10. The Dusty Foot Philosopher – 3:56
11. Strugglin' – 3:34
12. In the Beginning – 3:21
13. Hoobaale – 5:05
14. The African Way (featuring Mwafrika) – 4:21
15. Voices in My Head – 4:00
16. Boxing My Shadow – 4:29
17. For Mohamoud (Soviet) – 0:32
18. Until the Lion Learns to Speak – 2:28
19. Blues for the Horn - 5:59
20. 'Til We Get There (con M-1 featuring Stori James) - 4:25